# Nof Ajjalon
Nof Ajjalon (hebr.: נוף איילון) - religijna wieś położona w samorządzie regionu Gezer, w Dystrykcie Centralnym, w Izraelu.
Leży w Dolinie Ajjalon w Szefeli, przy kibucu Sza’alwim i na południe od miasta Modi’in-Makkabbim-Re’ut.

## Historia
Osada została założona w 1994 z inicjatywy Arnona Rosenbluma. Początkowo była to spółka typu joint venture z kibucem Sza’alwim i tamtejszą jesziwą.

## Edukacja
W wiosce znajduje się uczelnia religijna dla chłopców i dziewcząt Torani Shalhevet, Jeshiva Gedolah i uczelnia talmudyczna dla mężczyzn Talmud Torah. Szkoły zapewniają dużą różnorodność wykształcenia, a w okolicznych osiedlach istnieją różnorodne możliwości aktywności, takie jak np. pływanie, jazda konna, karate, teatr, komputery itp..

## Religia
W Nof Ajjalon jest kładziony bardzo duży nacisk na życie religijne połączone z ideami Syjonizmu. Znajduje się tutaj 7 synagog: 2 aszkenazyjskie, 2 sefardyjskie, 2 mizrachijskie i 1 jemeńska.

## Komunikacja
Na południe od wioski przebiega autostrada nr 1  (Tel Awiw-Jerozolima), brak jednak bezpośredniego wjazdu na nią. Przez wioskę przebiega lokalna droga, którą jadąc na zachód dojeżdża się do kibucu Sza’alwim, a następnie do skupiska moszawów Miszmar Ajjalon i Kefar Bin Nun, natomiast jadąc na wschód dojeżdża się do drogi ekspresowej nr 3  (Aszkelon-Modi’in-Makkabbim-Re’ut).